# Kristin Herrera
Kristin Lisa Herrera född 21 februari 1989 i Los Angeles, Kalifornien, USA, är en amerikansk skådespelare. Hon är mest känd i rollen som Dana Cruz i TV-serien Zoey 101.

## Film
- Freedom Writers
- Resurrection Mary

## TV
- General Hospital
- Zoey 101

## Gästframträdanden
- NYPD Blue
- 7th Heaven
- The Division
- The Bernie Mac Show
- Cityakuten
- Without a Trace